# Lommoye
Lommoye ist eine französische Gemeinde mit 643 Einwohnern (Stand: 1. Januar 2022) im Département Yvelines in der Region Île-de-France. Sie gehört zum Arrondissement Mantes-la-Jolie und zum Kanton Bonnières-sur-Seine. Die Einwohner nennen sich Lommoyens.

## Geografie
Lommoye liegt etwa 62 Kilometer westnordwestlich von Paris. Lommoye wird umgeben von den Nachbargemeinden La Villeneuve-en-Chevrie im Norden und Osten, Saint-Illiers-la-Ville im Osten und Südosten, Saint-Illiers-le-Bois im Süden, Villiers-en-Désœuvre im Südwesten, Cravent im Westen und Südwesten sowie Chaufour-lès-Bonnières im Nordwesten. 

## Bevölkerungsentwicklung
| 1962                       | 1968 | 1975 | 1982 | 1990 | 1999 | 2006 | 2013 |
| -------------------------- | ---- | ---- | ---- | ---- | ---- | ---- | ---- |
| 269                        | 268  | 329  | 316  | 376  | 525  | 608  | 665  |
| Quellen: Cassini und INSEE |      |      |      |      |      |      |      |

## Sehenswürdigkeiten

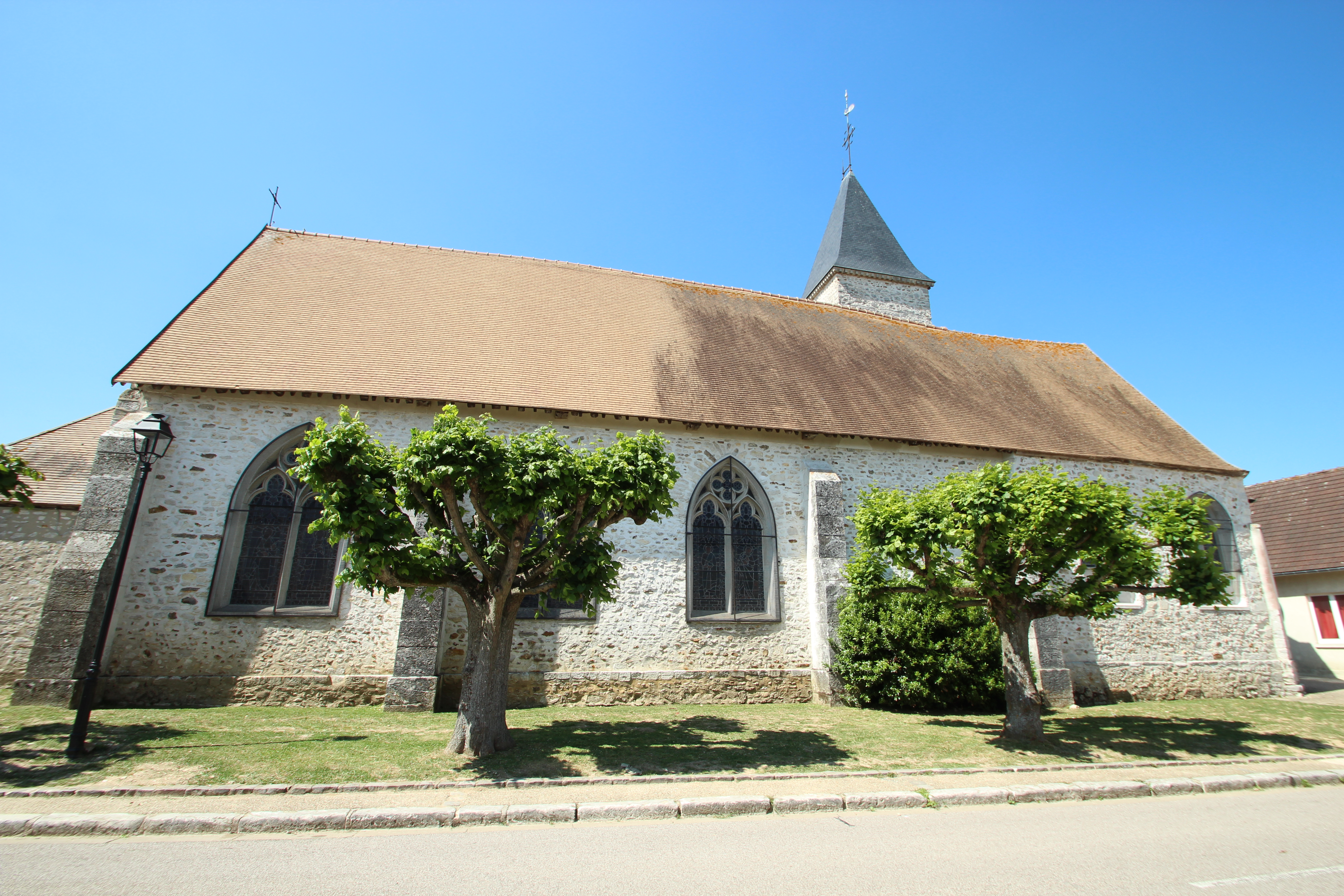
Kirche Saint-Léger

- Kirche Saint-Léger aus dem 13. Jahrhundert, Umbauten aus dem 16. Jahrhundert
- Waschhäuser
- Zehntscheune aus dem 17. Jahrhundert
- Domäne von Mauvoisin